# Procès Pohl
Pour l’article homonyme, voir  Pohl .

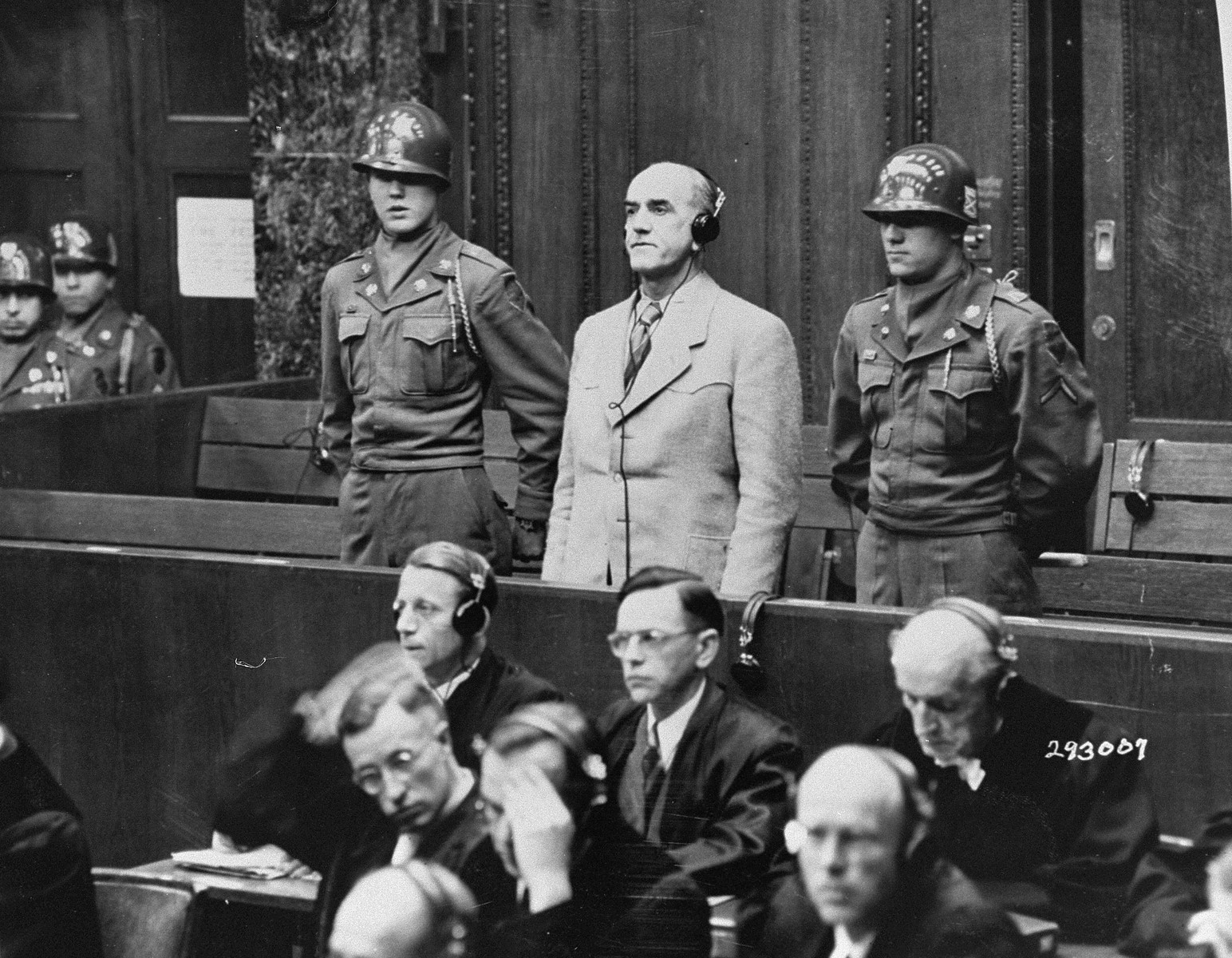
Oswald Pohl écoute le premier énoncé de sa sentence (condamnation à la peine de mort) le 3 novembre 1947. Cette sentence a ensuite été confirmée le 11 août 1948.

Le procès Pohl ou procès WVHA (officiellement The United States of America vs. Oswald Pohl, et al.) est le quatrième des douze procès pour crimes de guerre organisé par les autorités américaines dans leur zone d'occupation en Allemagne, à Nuremberg, après la fin de la Seconde Guerre mondiale. Il commence le 13 janvier 1947 et s'achève le 11 août 1948.
Dans ce procès, Oswald Pohl et dix-sept autres officiers SS travaillant à l'Office central SS pour l'économie et l'administration (Wirtschafts-Verwaltungshauptamt der SS, abrégé en WVHA ou en WuVHA), sont jugés pour crimes de guerre et crimes contre l'humanité commis pendant la période du Troisième Reich. La principale accusation portée contre eux est leur participation active et de l'administration de la Shoah. Le WVHA est l'administration du gouvernement qui dirige les camps de concentration et d'extermination. Il gère aussi les achats pour la Waffen-SS et, à compter de 1942, l'administration de la 3e division SS « Totenkopf » commandée par Theodor Eicke, ce à la demande de Himmler.
Condamné à mort le 3 novembre 1947 (sentence confirmée le 11 août 1948), Oswald Pohl est pendu le 7 juin 1951 à la prison de Landsberg, en compagnie des quatre condamnés à mort d'un autre procès, celui des Einsatzgruppen.